# Chaetostoma palmeri
Chaetostoma palmeri är en fiskart som beskrevs av Regan 1912. Chaetostoma palmeri ingår i släktet Chaetostoma och familjen Loricariidae. Inga underarter finns listade i Catalogue of Life.